# Erigeron rufescens
Erigeron rufescens là một loài thực vật có hoa trong họ Cúc. Loài này được Link ex Steud. mô tả khoa học đầu tiên năm 1821.